# Banque Rasini
La banque Rasini était une petite banque milanaise, créée en 1954 et incorporée dans la Banca Popolare di Lodi en 1992. La principale raison de sa renommée est que ses principaux clients étaient des criminels tels que Pippo Calò, Totò Riina, Bernardo Provenzano ainsi que l'entrepreneur et homme politique Silvio Berlusconi,, dont le père, Luigi Berlusconi, était un employé de la banque.

## Sources
- (it) Cet article est partiellement ou en totalité issu de l’article de Wikipédia en italien intitulé « Banca Rasini » (voir la liste des auteurs).